# Nabburg
Nabburg je město v německé spolkové zemi Bavorsko, v zemském okrese Schwandorf ve vládním obvodu Horní Falc.
Žije zde přibližně 6 300 obyvatel.

## Geografie

### Poloha
Město se nachází na obou stranách Náby v přírodním parku Oberpfalzer Wald. Historické centrum Nabburg se tyčí na západ od Náby na asi 200 m širokém a 450 m dlouhém hřebeni, který se tyčí až 45 m nad řekou a nabízel příhodné obranné možnosti.

### Geologie
Poblíž Nabburgu začíná Pfahl, téměř 150 km dlouhý křemenný hřbet. V okolí města se nachází mnoho ložisek fluoritu, např. v blízkosti Wölsendorfu.

### Místní části
Nabburg má 28 místních částí obce:
- Bärnmühle
- Bergelshof
- Brudersdorf
- Diendorf
- Diepoltshof
- Eckendorf
- Etzelhof
- Fraunberg
- Girnitz
- Grubhof
- Haindorf
- Haselhof
- Höflarn
- Kumpfmühle
- Lissenthan
- Nabburg
- Namsenbach
- Neusath
- Obersteinbach
- Passelsdorf
- Perschen
- Ragenhof
- Richtmühle
- Tauchersdorf
- Wiesensüß
- Wiesmühle
- Windpaißing
- Wölsenberg

Součástí historického starého města jsou dvě ulice: Ledererviertel a Venedig. Venedig je nejspíše nejstarší částí, zde bylo město na brodu přes řeku Nábu založeno v 8. století.

### Sousední obce
Nabburg sousedí s následujícími obcemi od západu: Stulln, Schmidgaden, Wernberg-Köblitz, Pfreimd, Guteneck, Altendorf a Schwarzach bei Nabburg.
| Růžice kompasu | Wernberg-Köblitz | Pfreimd                | Pfreimd               | Růžice kompasu |
| Růžice kompasu | Schmidgaden      | Sever                  | Guteneck              | Růžice kompasu |
| Růžice kompasu | Schmidgaden      | Nabburg                | Guteneck              | Růžice kompasu |
| Růžice kompasu | Schmidgaden      | Jih                    | Guteneck              | Růžice kompasu |
| Růžice kompasu | Stulln           | Schwarzach bei Nabburg | Altendorf (Oberpfalz) | Růžice kompasu |

## Historie

### Nabburg ve středověku a raném novověku
Jádrem osídlení byl raně středověký hradní komplex, který se nacházel v oblasti dnešního starého města. Nejstarší stopy osídlení lze archeologicky datovat na přelom 7. a 8. století. Masivní opevnění hlavního a vnějšího předhradí je archeologicky doloženo do 10. století. Od karolínské doby byl Nabburg důležitým střediskem teritoriální správy ve východní části tzv. Severní župy.
Nabburg je poprvé písemně zmíněn jako „Marca Napurch" v dokumentech z 29. července 1040 a 13. února 1061. Kolem roku 1100 zažilo rozkvět pod vládou Diepoldingerů. Po vymření jejich rodu v roce 1146 přešel Nabburg krátce pod nadvládu hrabat ze Sulzbachu. Po roce 1188 se stal majetkem rodu Wittelsbachů. Nabburg byl povýšen na město již v roce 1271. 31. března 1296 vévoda Rudolf potvrdil všechna předchozí privilegia a udělil Nabburgu veškerá práva, která mělo město Amberg. Po smrti vévody Rudolfa město připadlo císaři Ludvíku Bavorovi, který mu udělil další privilegia a v roce 1317 jej prohlásil za nezcizitelný majetek koruny. Rozkvétající měšťanstvo vytvořilo roku 1405 právní stanovy města, Instituta Civilia.
V roce 1420 vyplenila město husitská vojska. Výsledkem bylo, že výstavba nového opevnění, která již byla zahájena, byla dokončena rychleji. Na konci léta 1433 opevněné město již úspěšně odolalo dalšímu obléhání husitských vojsk.

### Nabburg v novověku
V roce 1536 vyhořela po zásahu blesku severní věž farního kostela.
Během třicetileté války byl poblíž Nabburgu 26. května 1634 postaven prozatímní tábor pro císařskou armádu 24 000 mužů s více než 100 děly. Armáda přicházela od Plzně a přesouvala se do Řezna, aby toto město obsazené Švédy znovu dobyla v bitvě o Řezno.
Krátce před koncem 2. světové války zničilo zápalné bombardování část předměstí Venedig a okolí Hostince Zur Krone. V důsledku přílivu převážně vysídlených sudetských Němců se výrazně zvýšil počet obyvatel.

## Pamětihodnosti
- Obnovené historické centrum města
- Bývalý správní zámeček, dnes zeměměřičský úřad
- Stará radnice
- Gotický farní kostel sv. Jana Křtitele
- Městské muzeum Zehentstadl, včetně muzea místní divočiny
- zachovalé městské opevnění s dvěma průchozími branami Mähtor a Obertor
- Muzeum ve Schmidthaus
- Ďáblova bota na severozápadní městské zdi
- Hřbitovní kostel sv. Jiří s čapím hnízdem
- Pozdně gotický kostel sv. Vavřince z roku 1489, který roku 1911 převzal Nabburský protestantský spolek
- Románský kostel sv. Mikuláše v části Venedig
- Sídelní biotop čápa bílého východně od dálnice A93
- Rekreační oblast Alte Naab
- Hornofalcký skanzen Freilandmuseum Oberpfalz Neusath-Perschen
- Kostnice (Karner) v části Perschen

## Galerie
- Centrum města Nabburg
- Nabburg na vyobrazení ze 17. století
- Pohled na centrum města od řeky Náby
- Pozůstatky opevnění Mähtor
- Východní hradby nad řekou Nábou
- Bývalý správní zámeček
- Nabburg Obertor
- Městský kostel sv. Jana Křtitele

## Partnerská města
- Oberviechtach, Horní Falz, seit 1952
- Castillon-la-Bataille, Nouvelle-Aquitaine, Francie, od roku 1986
- Horšovský Týn, Okres Domažlice, Česká republika, od roku 2004